# Septofusidium herbarum
Septofusidium herbarum är en svampart som först beskrevs av A.H.S. Br. & G. Sm., och fick sitt nu gällande namn av Samson 1974. Septofusidium herbarum ingår i släktet Septofusidium och familjen Nectriaceae.   Inga underarter finns listade i Catalogue of Life.